# Irlanda ai XXIV Giochi olimpici invernali
L'Irlanda ha partecipato ai XXIV Giochi olimpici invernali, che si sono svolti dal 4 al 20 febbraio 2022 a Pechino in Cina, con una delegazione composta da 6 atleti. La slittinista Elsa Desmond e lo sciatore freestyle Brendan Newby sono stati i portabandiera durante la cerimonia di apertura.

## Delegazione
| Sport        | Uomini | Donne | Totale |
| ------------ | ------ | ----- | ------ |
| Freestyle    | 1      | 0     | 1      |
| Sci alpino   | 1      | 1     | 2      |
| Sci di fondo | 1      | 0     | 1      |
| Slittino     | 0      | 1     | 1      |
| Snowboard    | 1      | 0     | 1      |
| Totale       | 4      | 2     | 6      |

## Freestyle
| Atleta        | Evento            | Qualificazioni | Qualificazioni | Qualificazioni | Qualificazioni | Finale          | Finale          | Finale          | Finale          | Finale          |
| Atleta        | Evento            | Prova 1        | Prova 2        | Migliore       | Posizione      | Prova 1         | Prova 2         | Prova 3         | Migliore        | Posizione       |
| ------------- | ----------------- | -------------- | -------------- | -------------- | -------------- | --------------- | --------------- | --------------- | --------------- | --------------- |
| Brendan Newby | Halfpipe maschile | 10,75          | 21º            | 47,00          | 20º            | Non qualificato | Non qualificato | Non qualificato | Non qualificato | Non qualificato |

## Sci alpino

### Uomini
| Atleta           | Evento         | Tempo              | Tempo              | Tempo              | Posizione |
| Atleta           | Evento         | 1ª manche          | 2ª manche          | Totale             | Posizione |
| ---------------- | -------------- | ------------------ | ------------------ | ------------------ | --------- |
| Ioannis Antoniou | Slalom gigante | 1'08"30            | 1'12"26            | 2'20"56            | 25º       |
| Ioannis Antoniou | Combinata      | 1'45"16            | 52"58              | 2'37"74            | 12º       |
| Ioannis Antoniou | Evento         | Tempo unica manche | Tempo unica manche | Tempo unica manche | Posizione |
| Ioannis Antoniou | Supergigante   | DNF                | DNF                | DNF                | DNF       |
| Ioannis Antoniou | Discesa libera | 1'47"61            | 1'47"61            | 1'47"61            | 31º       |

### Donne
| Atleta     | Evento          | Tempo              | Tempo              | Tempo              | Posizione |
| Atleta     | Evento          | 1ª manche          | 2ª manche          | Totale             | Posizione |
| ---------- | --------------- | ------------------ | ------------------ | ------------------ | --------- |
| Tess Arbez | Slalom speciale | 1'07"83            | 1'06"78            | 2'14"61            | 48ª       |
| Tess Arbez | Slalom gigante  | DNF                | DNF                | DNF                | DNF       |
| Tess Arbez | Evento          | Tempo unica manche | Tempo unica manche | Tempo unica manche | Posizione |
| Tess Arbez | Supergigante    | 1'25"18            | 1'25"18            | 1'25"18            | 42ª       |

## Sci di fondo
| Atleta                  | Evento                          | Tecnica classica | Tecnica classica | Tecnica libera | Tecnica libera | Totale    | Totale   | Totale    |
| Atleta                  | Evento                          | Tempo            | Posizione        | Tempo          | Posizione      | Tempo     | Distacco | Posizione |
| ----------------------- | ------------------------------- | ---------------- | ---------------- | -------------- | -------------- | --------- | -------- | --------- |
| Thomas Hjalmar Westgård | 15 km tecnica classica maschile | N.D.             | N.D.             | N.D.           | N.D.           | 40'01"5   | +2'06"7  | 14º       |
| Thomas Hjalmar Westgård | Skiathlon 30 km maschile        | 43'03"8          | 42º              | 41'51"7        | 42º            | 1h25'29"8 | +9'20"0  | 43º       |
| Thomas Hjalmar Westgård | 50 km tecnica libera maschile   | N.D.             | N.D.             | N.D.           | N.D.           | 1h15'59"0 | +4'26"3  | 29º       |

## Slittino
| Evento       | Atleta            | 1ª manche | 1ª manche | 2ª manche | 2ª manche | 3ª manche | 3ª manche | 4ª manche       | 4ª manche       | Totale   | Totale |
| Evento       | Atleta            | Tempo     | Pos.      | Tempo     | Pos.      | Tempo     | Pos.      | Tempo           | Pos.            | Tempo    | Pos.   |
| ------------ | ----------------- | --------- | --------- | --------- | --------- | --------- | --------- | --------------- | --------------- | -------- | ------ |
| Elsa Desmond | Singolo femminile | 1'01"608  | 33ª       | 1'03"857  | 34ª       | 1'02"254  | 33ª       | Non qualificata | Non qualificata | 3'07"719 | 33ª    |

## Snowboard
| Atleta          | Evento            | Qualificazioni | Qualificazioni | Qualificazioni | Qualificazioni | Finale          | Finale          | Finale          | Finale          | Finale          |
| Atleta          | Evento            | Prova 1        | Prova 2        | Migliore       | Posizione      | Prova 1         | Prova 2         | Prova 3         | Migliore        | Posizione       |
| --------------- | ----------------- | -------------- | -------------- | -------------- | -------------- | --------------- | --------------- | --------------- | --------------- | --------------- |
| Seamus O'Connor | Halfpipe maschile | 57,00          | 10,25          | 57,00          | 15º            | Non qualificato | Non qualificato | Non qualificato | Non qualificato | Non qualificato |